# Charlie Coyle
Charles „Charlie“ Coyle (* 2. März 1992 in Weymouth, Massachusetts) ist ein US-amerikanischer Eishockeyspieler, der seit Juni 2025 bei den Columbus Blue Jackets in der National Hockey League (NHL) unter Vertrag steht. Zuvor war der Center in der NHL bereits für die Minnesota Wild, Boston Bruins und Colorado Avalanche aktiv.

## Karriere
Der US-amerikanische Offensivakteur war zunächst von 2007 bis 2009 für die Eishockeymannschaft der Thayer Academy im High-School-Ligensystem der Vereinigten Staaten aktiv. Anschließend verbrachte der Rechtsschütze eine Spielzeit im Trikot der South Shore Kings, für die Coyle in der unterklassigen US-amerikanischen Juniorenliga Eastern Junior Hockey League auflief. Die Saison 2009/10 beendete er mit einer Bilanz von 63 Punkten in 42 Begegnungen der regulären Saison und war ligaweit fünftbester Scorer. Außerdem wurde Coyle als Rookie of the Year der Eastern Junior Hockey League ausgezeichnet und war für den NHL Entry Draft 2010 verfügbar, bei dem ihn die San Jose Sharks in der ersten Runde an insgesamt 28. Position selektierten. In der Folge entschied sich der Stürmer für ein Engagement an der Boston University und ging für deren Eishockeymannschaft, die Terriers, in der Hockey East aufs Eis. In seiner Debütsaison war er teamintern viertbester Punktesammler und wurde zum Saisonende neben der Wahl ins All-Rookie Team der Liga ebenfalls mit der Auszeichnung als bester Neuspieler des Jahres geehrt.
Am 24. Juni 2011 transferierten die San Jose Sharks seine Rechte gemeinsam mit Devin Setoguchi und einem Erstrunden-Wahlrecht im NHL Entry Draft 2011 im Austausch für Brent Burns und einem Zweitrunden-Wahlrecht im NHL Entry Draft 2012 zu den Minnesota Wild. Nachdem Coyle die Saison 2011/12 ebenfalls im Team der Boston University begonnen hatte, verließ er im Dezember 2011 die Universitätsmannschaft, um nach der U20-Junioren-Weltmeisterschaft 2012 im Januar 2012 seine Laufbahn bei den Saint John Sea Dogs in der Ligue de hockey junior majeur du Québec fortzusetzen.
Dort fügte sich der US-Amerikaner sogleich hervorragend ein und avancierte innert Kürze zu einem zentralen Bestandteil der Mannschaft. Anfang März 2012 unterzeichnete er einen dreijährigen Einstiegsvertrag bei den Minnesota Wild. Zum Auftakt der Playoffs der Saison 2011/12 im März 2012 erzielte der Rechtsschütze in der Partie gegen die Cape Breton Screaming Eagles einen Hattrick und insgesamt sechs Punkte zum 13:4-Sieg. In der Team-Historie war es zuvor keinem Akteur der Saint John Sea Dogs gelungen in einem Playoffspiel sechs Zähler zu verbuchen. Einen Tag später war der US-Amerikaner, wiederum gegen die Cape Breton Screaming Eagles, erneut mit einem Hattrick erfolgreich.
Mit Beginn der Saison 2012/13 trat Coyle in die Organisation der Minnesota Wild über und verbrachte die Debütsaison zu gleichen Teilen in NHL und AHL, bei den Houston Aeros. In der Saison 2013/14 konnte sich der Angreifer im NHL-Aufgebot der Wild etablieren. Im Februar 2017 absolvierte Coyle sein 284. Spiel in Folge bei den Wild und stellte damit einen neuen Franchise-Rekord auf. Es folgten weitere zwei Jahre bei der Mannschaft aus Minnesota, ehe er im Februar 2019 – nach fast sieben Jahren in Diensten des Franchises – zu den Boston Bruins transferiert. Im Gegenzug erhielt Minnesota Ryan Donato und ein konditionales Fünftrunden-Wahlrecht im NHL Entry Draft 2019, das zu einem Viertrunden-Pick werden kann, sofern Boston mit Coyle die zweite Runde der Stanley-Cup-Playoffs 2019 erreicht. Letzteres erfüllte sich, da die Bruins bis ins Endspiel einzogen, dort allerdings den St. Louis Blues unterlagen. Anschließend unterzeichnete Coyle im November 2019 einen neuen Sechsjahresvertrag in Boston, der ihm mit Beginn der Spielzeit 2020/21 ein durchschnittliches Jahresgehalt von 5,25 Millionen US-Dollar einbringen soll.
Im März 2025 allerdings wurde Coyle kurz vor der Trade Deadline samt einem Fünftrunden-Wahlrecht im NHL Entry Draft 2026 an die Colorado Avalanche abgegeben. Im Gegenzug erhielt Boston Casey Mittelstadt, William Zellers sowie ein Zweitrunden-Wahlrecht im NHL Entry Draft 2025. In Colorado beendete Coyle die Saison 2024/25 und wurde anschließend im Juni 2025 samt Miles Wood zu den Columbus Blue Jackets transferiert. Dafür erhielt die Avalanche Gavin Brindley, ein Zweitrunden-Wahlrecht im NHL Entry Draft 2027 sowie ein Drittrunden-Wahlrecht im NHL Entry Draft 2025.

### International
Coyle vertrat die US-amerikanische Nationalmannschaft bei den U20-Junioren-Weltmeisterschaften 2011 und 2012. Bei beiden Turnieren zählte der Offensivakteur zu den erfolgreichsten Punktesammlern seines Heimatlandes; 2011 wurde außerdem die Bronzemedaille errungen. 2015 debütierte er zudem auf Senioren-Niveau und gewann bei der Weltmeisterschaft die Bronzemedaille.

## Erfolge und Auszeichnungen
| - 2010 EJHL Rookie of the Year - 2011 Hockey East All-Rookie Team - 2011 Hockey East Rookie of the Year | - 2012 Coupe-du-Président-Gewinn mit den Saint John Sea Dogs - 2012 Trophée Guy Lafleur |

### International
- 2011 Bronzemedaille bei der U20-Junioren-Weltmeisterschaft
- 2015 Bronzemedaille bei der Weltmeisterschaft

## Karrierestatistik
Stand: Ende der Saison 2024/25

### International
Vertrat die USA bei:
- U20-Junioren-Weltmeisterschaft 2011
- U20-Junioren-Weltmeisterschaft 2012
- Weltmeisterschaft 2015

(Legende zur Spielerstatistik: Sp oder GP = absolvierte Spiele; T oder G = erzielte Tore; V oder A = erzielte Assists; Pkt oder Pts = erzielte Scorerpunkte; SM oder PIM = erhaltene Strafminuten; +/− = Plus/Minus-Bilanz; PP = erzielte Überzahltore; SH = erzielte Unterzahltore; GW = erzielte Siegtore; 1 Play-downs/Relegation; Kursiv: Statistik nicht vollständig)

## Persönliches
Seine beiden Cousins Tony Amonte und Bobby Sheehan waren ebenfalls professionelle Eishockeyspieler und in der NHL aktiv.